# Christian Martínez (meksykański piłkarz)
Christian Martínez Cedillo (ur. 16 października 1979 w mieście Meksyk) – meksykański piłkarz występujący na pozycji bramkarza, obecnie zawodnik Leónu.

## Kariera klubowa
Martínez pochodzi ze stołecznego miasta Meksyk i jest wychowankiem akademii juniorskiej tamtejszego zespołu Club América. Do seniorskiej drużyny został włączony jako dziewiętnastolatek przez paragwajskiego szkoleniowca Carlosa Kiese i w meksykańskiej Primera División zadebiutował 12 września 1999 w wygranych 2:0 derbach z Guadalajarą, zastępując w trakcie spotkania kontuzjowanego Adolfo Ríosa. Na dłuższą metę nie potrafił wygrać z nim rywalizacji o miejsce w bramce i po kilku występach udał się na wypożyczenie do niżej notowanej ekipy Puebla FC, gdzie z kolei pozostawał rezerwowym dla Oscara Dautta. W styczniu 2001, także na zasadzie sześciomiesięcznego wypożyczenia, przeszedł do stołecznego Club Necaxa, w którego barwach ani razu nie pojawił się na boisku, po czym został ponownie wypożyczony do Puebli. Tam spędził tym razem rok bez większych sukcesów, głównie w roli podstawowego golkipera ekipy.
Latem 2003 Martínez został wypożyczony na rok do zespołu ligowego beniaminka – San Luis FC z miasta San Luis Potosí. Tam przez pierwsze sześć miesięcy był rezerwowym dla Edmundo Ríosa, lecz później wywalczył sobie miejsce między słupkami. Na koniec rozgrywek 2003/2004 spadł jednak z San Luis do drugiej ligi. Bezpośrednio po tym przeszedł do klubu CF Monterrey, gdzie z miejsca został podstawowym golkiperem ekipy i już w pierwszym, jesiennym sezonie Apertura 2004 zdobył z nią tytuł wicemistrza kraju. Sukces ten powtórzył również rok później, podczas rozgrywek Apertura 2005, wciąż mając niepodważalną pozycję w wyjściowym składzie. Kilkanaście miesięcy później zaczął jednak tracić miejsce w bramce Monterrey na rzecz utalentowanego Jonathana Orozco, a za kadencji trenera Víctora Manuela Vuceticha został definitywnie relegowany do roli rezerwowego. W sezonie Apertura 2009 wywalczył pierwsze w swojej karierze mistrzostwo Meksyku, nie notując jednak żadnego występu. Ogółem w barwach Monterrey spędził niecałe sześć lat.
W styczniu 2010 Martínez na zasadzie półrocznego wypożyczenia przeniósł się do zespołu Indios de Ciudad Juárez, gdzie pełnił rolę podstawowego bramkarza, na koniec rozgrywek 2009/2010 spadając jednak z tym klubem do drugiej ligi. Bezpośrednio po relegacji udał się na wypożyczenie po raz kolejny, tym razem do drużyny Estudiantes Tecos z siedzibą w Guadalajarze. Tam już po roku za sprawą udanych występów dołączył do ekipy na zasadzie transferu definitywnego, jednak na koniec rozgrywek 2011/2012 spadł z Tecos do drugiej ligi, notując już trzecią relegację w karierze. W lipcu 2012 podpisał umowę z beniaminkiem najwyższej klasy rozgrywkowej – zespołem Club León, przez pierwsze kilka miesięcy notując regularne występy, lecz później był wyłącznie alternatywą dla Williama Yarbrougha. W tej roli zdobył z prowadzoną przez Gustavo Matosasa drużyną Leónu mistrzostwo Meksyku w sezonie Apertura 2013.
Pół roku później Martínez, w wiosennych rozgrywkach Clausura 2014 osiągnął natomiast trzeci w swojej karierze tytuł mistrza Meksyku, zaś w sezonie Apertura 2015 – chwilowo jako pierwszy golkiper – dotarł do finału krajowego pucharu (Copa MX).
| Sezon     | Klub                    | Kraj   | Rozgrywki | Mecze | Bramki |
| --------- | ----------------------- | ------ | --------- | ----- | ------ |
| 1999/2000 | Club América            | Meksyk | Liga MX   | 8     | 0      |
| 2000/2001 | Puebla FC               | Meksyk | Liga MX   | 1     | 0      |
| 2000/2001 | Club Necaxa             | Meksyk | Liga MX   | 0     | 0      |
| 2001/2002 | Puebla FC               | Meksyk | Liga MX   | 25    | 0      |
| 2002/2003 | Club América            | Meksyk | Liga MX   | 0     | 0      |
| 2003/2004 | San Luis FC             | Meksyk | Liga MX   | 19    | 0      |
| 2004/2005 | CF Monterrey            | Meksyk | Liga MX   | 35    | 0      |
| 2005/2006 | CF Monterrey            | Meksyk | Liga MX   | 37    | 0      |
| 2006/2007 | CF Monterrey            | Meksyk | Liga MX   | 23    | 0      |
| 2007/2008 | CF Monterrey            | Meksyk | Liga MX   | 20    | 0      |
| 2008/2009 | CF Monterrey            | Meksyk | Liga MX   | 15    | 0      |
| 2009/2010 | CF Monterrey            | Meksyk | Liga MX   | 0     | 0      |
| 2009/2010 | Indios de Ciudad Juárez | Meksyk | Liga MX   | 14    | 0      |
| 2010/2011 | Estudiantes Tecos       | Meksyk | Liga MX   | 23    | 0      |
| 2011/2012 | Estudiantes Tecos       | Meksyk | Liga MX   | 29    | 0      |
| 2012/2013 | Club León               | Meksyk | Liga MX   | 17    | 0      |
| 2013/2014 | Club León               | Meksyk | Liga MX   | 4     | 0      |
| 2014/2015 | Club León               | Meksyk | Liga MX   | 13    | 0      |
| 2015/2016 | Club León               | Meksyk | Liga MX   | 16    | 0      |
| 2016/2017 | Club León               | Meksyk | Liga MX   |       |        |

## Kariera reprezentacyjna
W kwietniu 1999 Martínez został powołany przez szkoleniowca Jesúsa del Muro do reprezentacji Meksyku U-20 na Młodzieżowe Mistrzostwa Świata w Argentynie. Tam pełnił rolę podstawowego golkipera swojej drużyny i rozegrał wszystkie pięć możliwych spotkań, przepuszczając w nich pięć bramek. Jego kadra, mająca wówczas w składzie przyszłych wielokrotnych reprezentantów kraju, takich jak Mario Méndez, Rafael Márquez, Gerardo Torrado czy Juan Pablo Rodríguez, zajęła wówczas pierwsze miejsce w grupie, notując dwa zwycięstwa i remis, następnie rozgromiła Argentynę (4:1) z Estebanem Cambiasso i Gabrielem Milito w składzie, jednak odpadła z mundialu w ćwierćfinale po porażce z Japonią (0:2).
W lipcu 1999 Martínez znalazł się w ogłoszonym przez José Luisa Reala składzie olimpijskiej reprezentacji Meksyku U-23 na Igrzyska Panamerykańskie w Winnipeg, podczas których jego kadra wywalczyła złoty medal, pokonując w finale męskiego turnieju piłkarskiego Honduras (3:1). Rok później wziął udział w północnoamerykańskim turnieju kwalifikacyjnym do Igrzysk Olimpijskich w Sydney, kiedy to Meksykanie – prowadzeni wówczas przez Gustavo Vargasa – spisali się znacznie poniżej oczekiwań – odpadając po serii rzutów karnych z niżej notowanym Hondurasem (0:0, 4:5 k) nie zdołali awansować na igrzyska.
W seniorskiej reprezentacji Meksyku Martínez zadebiutował za kadencji selekcjonera Manuela Lapuente, 9 stycznia 2000 w wygranym 2:1 meczu towarzyskim z Iranem. Kilka tygodni później został powołany na Złoty Puchar CONCACAF, podczas którego był jednak rezerwowym dla Óscara Péreza i wystąpił w jednym z trzech meczów. Meksykanie zakończyli natomiast swój udział w rozgrywkach na ćwierćfinale, przegrywając w nim po dogrywce z późniejszym triumfatorem, Kanadą (1:2). On sam więcej nie wystąpił już w kadrze, zamykając swój bilans reprezentacyjny na dwóch rozegranych spotkaniach, w których przepuścił dwa gole.